# Liste der Sehenswürdigkeiten in Österreich
Die Liste der Sehenswürdigkeiten in Österreich listet Sehenswürdigkeiten des Tourismus in Österreich nach Besucherzahlen.

## Besucherzahlen von Sehenswürdigkeiten
Besucherzahlen der meistbesuchten Sehenswürdigkeiten in Österreich 2007 (Auswahl nach Bundesländern, Mariazell und Melk sind durch bedeutende Veranstaltungen 2007 übermäßig berücksichtigt):
| Sehenswürdigkeit                                      | Ort                                       | Land                    | Besucher (2007) | Besucher (2013) |
| ----------------------------------------------------- | ----------------------------------------- | ----------------------- | --------------- | --------------- |
| Märchenpark Neusiedlersee                             | St. Margarethen                           | Burgenland              | 274.000         | 413.000         |
| Basilika Frauenkirchen (1)                            | Frauenkirchen                             | Burgenland              | 80.000          |                 |
| Schloss Halbturn                                      | Halbturn                                  | Burgenland              | 60.000          |                 |
| Minimundus                                            | Klagenfurt                                | Kärnten                 | 256.934         |                 |
| Nockalmstraße                                         | Krems in Kärnten/Reichenau                | Kärnten                 | 221.979         | 231.233         |
| Schlosspark Laxenburg                                 | Laxenburg                                 | Niederösterreich        |                 | 897.351         |
| Stift Melk (2)                                        | Melk                                      | Niederösterreich        | 462.534         |                 |
| Therme Laa                                            | Laa an der Thaya                          | Niederösterreich        |                 | 304.282         |
| Römertherme Baden                                     | Baden                                     | Niederösterreich        |                 | 228.897         |
| Schallaburg                                           | Schollach                                 | Niederösterreich        | 201.406         |                 |
| Schloss Hof                                           | Engelhartstetten                          | Niederösterreich        | 180.000         | 180.312         |
| Archäologiepark Carnuntum                             | Petronell-Carnuntum/Bad Deutsch-Altenburg | Niederösterreich        | 160.000         |                 |
| Schneebergbahn                                        | Puchberg am Schneeberg                    | Niederösterreich        |                 | 153.974         |
| Stift Heiligenkreuz, Kammeramt                        | Heiligenkreuz                             | Niederösterreich        | 142.580         |                 |
| Tierpark Stadt Haag                                   | Haag                                      | Niederösterreich        | 130.000         | 193.000         |
| Pöstlingbergbahn                                      | Linz-Urfahr                               | Oberösterreich          | 438.742         | 606.839         |
| Wolfgangsee-Schifffahrt/St. Wolfgang                  | St. Wolfgang/St. Gilgen                   | Oberösterreich/Salzburg | 426.919         | 394.743         |
| Nationalpark Kalkalpen                                | Molln, Reichraming, Windischgarsten       | Oberösterreich          |                 | 376.000         |
| Schafbergbahn                                         | St. Wolfgang                              | Oberösterreich          | 278.785         |                 |
| Festung Hohensalzburg                                 | Salzburg                                  | Salzburg                | 970.000         | 1.012.000       |
| Großglockner Hochalpenstraße                          | Bruck an der Glocknerstraße/Heiligenblut  | Salzburg/Kärnten        | 835.723         | 903.301         |
| Mozarts Geburts- und Wohnhaus                         | Salzburg                                  | Salzburg                | 591.534         | 452.000         |
| Krimmler Wasserfälle                                  | Krimml                                    | Salzburg                | 345.754         | 350.000         |
| Basilika Mariazell                                    | Mariazell                                 | Steiermark              | 1.500.000       | 700.000         |
| Grazer Schlossberg (Bahn & Lift)                      | Graz                                      | Steiermark              | 711.000         | 809.000         |
| Landesmuseum Joanneum                                 | Graz                                      | Steiermark              |                 | 548.565         |
| Schloss Eggenberg Museen                              | Graz                                      | Steiermark              |                 | 241.390         |
| Dachstein & Sky Walk                                  | Ramsau am Dachstein                       | Steiermark              | 196.317         |                 |
| Schloss Herberstein und Tierpark                      | Stubenberg am See                         | Steiermark              | 166.000         |                 |
| Swarovski Kristallwelten                              | Wattens                                   | Tirol                   | 650.000         | 650.000         |
| Alpenzoo Innsbruck                                    | Innsbruck                                 | Tirol                   | 230.112         | 240.769         |
| Festung Kufstein                                      | Kufstein                                  | Tirol                   | 169.500         | 175.299         |
| Hofkirche Innsbruck                                   | Innsbruck                                 | Tirol                   | 143.393         |                 |
| Bregenz, Wildpark Pfänder u. Adlerwarte               | Bregenz                                   | Vorarlberg              | 550.528         | 558.042         |
| Silvretta-Stausee und Bielerhöhe                      | Partenen                                  | Vorarlberg              | 346.108         | 258.605         |
| Stephansdom (Turm- und Katakomben)                    | Wien 1                                    | Wien                    |                 | 5.300.000       |
| Schloss Schönbrunn, Schauräume                        | Wien 13                                   | Wien                    | 2.590.000       | 2.868.000       |
| Schönbrunner Tiergarten                               | Wien 13                                   | Wien                    | 2.453.987       | 2.226.404       |
| Hundertwasser Village                                 | Wien 3                                    | Wien                    |                 | 1.203.487       |
| Naturhistorisches Museum                              | Wien 1                                    | Wien                    |                 | 726.207         |
| Hofburg/Kaiserappartements, Sisi-Museum, Silberkammer | Wien 1                                    | Wien                    | 625.000         | 637.364         |
| Riesenrad                                             | Wien 2                                    | Wien                    | 620.000         |                 |
| Kunsthistorisches Museum                              | Wien 1                                    | Wien                    | 619.318         |                 |
| Belvedere                                             | Wien 3                                    | Wien                    | 594.678         | 869.016         |
| Albertina                                             | Wien 1                                    | Wien                    | 557.307         | 631.126         |
| Haus des Meeres                                       | Wien 6                                    | Wien                    |                 | 511.641         |
| Donauturm                                             | Wien 22                                   | Wien                    | 415.000         |                 |
| Heeresgeschichtliches Museum                          | Wien 3                                    | Wien                    | 172.000         |                 |

Quelle: Österreich Werbung
(2) inkl. Besuch Papsts Benedikt XVI.
(2) inkl. Landesausstellung 2007
Siehe auch
- Meistbesuchte Sehenswürdigkeiten Wiens
- Österreichische Kultur
- Bundesmuseen, Österreichische Landesausstellungen
- Liste von Burgen und Schlössern in Österreich
- Liste der Schauhöhlen in Österreich
- Kleine historische Städte, österreichweiter Zusammenschluss diverser Städte
- Kategorie:Denkmal in Österreich
- Kategorie:Naturdenkmal in Österreich